# チオフェン-3-酢酸
チオフェン-3-酢酸（英：Thiophene-3-acetic acid）は、示性式HO2CCH2C4H3Sの有機硫黄化合物である。
白色固体。チオフェン酢酸の2つの異性体の1つで、もう1つはチオフェン-2-酢酸である。
チオフェン-3-酢酸は、ポリチオフェンの官能性誘導体の前駆体として注目されている。